# Leiocephalidae
Leiocephalidae је монотипска фамилија гуштера, која обухвата само номинотипски род Leiocephalus. Једна од главних карактеристика представника ове фамилије је да је њихов реп често повијен. Раније су сматрани делом фамилије Tropiduridae. Познато је 29 савремених врста овог рода. 

## Распрострањење
Leiocephalus насељава острва Карипског архипелага.   Поред тога, у Флориду су интродуковане двр врсте, Leiocephalus carinatus и Leiocephalus schreibersii. 